# ブレイキング・バッド (第1シーズン)
アメリカ合衆国のテレビドラマシリーズである『ブレイキング・バッド』の第1シーズンは2008年1月20日に初回が放送され、2008年3月9日に終了した。シーズンは全7話構成で、パイロット・エピソードのみ58分、他は全て48分となっている。AMCは第1シーズンをアメリカ合衆国で日曜日の午後10時より放送した。シーズンは当初9話構成が予定されていたが、脚本家ストライキの影響で7話に短縮された。第1シーズンのリージョン1のDVDは2009年2月24日、リージョンAのBlu-rayは2010年3月16日に発売された。

## プロット
ウォルター・"ウォルト"・ホワイト（ブライアン・クランストン）は高校の化学教師として働きながら薄給を補うために洗車場のアルバイトもしており、学生からは嘲笑の対象とされていた。彼はニューメキシコ州アルバカーキで妊娠中の妻のスカイラー（アンナ・ガン）と高校生で脳性麻痺を患う息子のウォルター・Jr（RJ・ミッテ）と共に貧しくも平凡に暮らしてたが、50歳をむかえたの翌日に洗車場で倒れて病院でステージ3の肺癌であると診断された事で人生が急変する。
失意の中、ウォルターは義弟でDEA捜査官のハンク・シュレイダー（ディーン・ノリス）に頼み、メスと呼ばれる麻薬を製造する精製所への突入現場を見学させてもらう事になる。突入現場でウォルターは偶然にも元教え子のジェシー・ピンクマン（アーロン・ポール）が逃亡する姿を目撃する。ウォルターは自身の死後に家族に遺す金を稼ぐため、ジェシーの家に押しかけて麻薬ビジネスに参加させるように彼を脅す。
二人はメスの精製を開始し、出来上がったメスをジェシーがドラッグの元締めのクレイジー・エイトに売りこむが、ウォルターが覆面警官であると疑われ命を狙われる事になる。ウォルターは身を守る過程でクレイジー・エイトとその従兄弟で後にハンクへの内通者であることが判明するエミリオを殺害する。この事件がきっかけでウォルターはジェシーとの関係を断つことにする。
ウォルターは家族に癌を打ち明け、その対処について議論する際、不確実な結果のために化学療法の副作用に苦しんだ上に9万ドルを失うよりも生きる事を諦めようとしていたが、最終的には家族の説得に折れて治療を決意する。
ウォルターはハンクとその妻のマリー（ベッツィ・ブラント）、さらに元ビジネスパートナーのエリオットとグレッチェン・シュワルツから治療費援助の話を持ちかけられるが過去の因縁が元で受け入れられず拒否してしまう。治療費の捻出に迫られたウォルターは、家族に対してシュワルツ夫妻からの援助で賄っていると伝えつつ、裏ではメスの精製と販売を再開してしまう。ウォルターはより多くの金を稼ぐため、凶暴だが影響力の強いドラッグ元締めのトゥコ（レイモンド・クルス）に売るべきだとジェシーを説得する。2人はメチルアミンのドラム缶を盗んで大量のメスを精製し始め、以後ウォルターはその正体を隠すために「ハイゼンベルク」（腎臓ガンで死んだドイツのノーベル物理学賞受賞者のヴェルナー・ハイゼンベルクの由来する）という偽名で活動するようになる。

## キャスト

### メイン
- ブライアン・クランストン - ウォルター・ホワイト（英語版）
- アンナ・ガン - スカイラー・ホワイト（英語版）
- アーロン・ポール - ジェシー・ピンクマン（英語版）
- ディーン・ノリス - ハンク・シュレイダー（英語版）
- ベッツィ・ブラント マリー・シュレイダー
- RJ・ミッテ - ウォルター・ホワイト・Jr

### リカーリング
- スティーヴン・マイケル・ケサダ - スティーブン・ゴメス
- カーメン・セラーノ（英語版） - カルメン・モリーナ
- マックス・アルシニエガ - クレイジー・エイト・モリーナ
- チャールズ・ベイカー（英語版） - スキニー・ピート
- レイモンド・クルス - トゥコ・サラマンカ
- ジェシカ・ヘクト - グレッチェン・シュワルツ
- テス・ハーパー - ジェシーの母
- マット・L・ジョーンズ（英語版） - バッジャー
- ロドニー・ラッシュ - コンボ
- マリウス・スタン（英語版） - ボグダン

## 音楽
『ブレイキング・バッド』の音楽はデイヴ・ポーターが作曲した。また番組ではトーマス・ゴルビッチの監修により、様々なアーティストによる既存曲も使われている。第1シーズンで使われた楽曲の一部は『Breaking Bad Soundtrack』としてiTunes及びAmazon.comで配信された。

## ホームメディア
第1シーズンのDVDはリージョン1が2009年2月24日、リージョン2が2009年12月14日、リージョン4が2009年7月8日に発売された。Blu-rayは2010年3月16日にリージョンAが発売された。DVD及びBlu-rayには「化学教師ウォルター・ホワイト」及び「最凶のワル」のオーディオコメンタリー、メイキング、舞台裏、AMCの番組『Shootout』でのインタビュー、削除されたシーン、スクリーンテスト、フォトギャラリーが特典として収録された。

## 評価

### 批評家の反応
第1シーズンは概ね高評価であり、Metacriticでの加重平均値は74/100となった。『ニューヨーク・ポスト』の評論家のリンダ・シュタージはシリーズのうち、特にクランストンとポールの演技を高評価し、「クランストンとポールはとても良く、驚異的だ。私は2人が巨大な化学反応を起こしたと言うが、そんな安っぽいことを言うのは恥ずかしい」と述べた。『USAトゥデイ』のロバート・ビアンコもまたクランストンとポールを賞賛し、「この番組のユーモアのほとんどは、学術的なロジックをビジネスとポールが上手く演じている馬鹿な相棒に課そうとするウォルターの努力にある。しかし2人は例え自己防衛のためであっても誰かを殺すことは醜い、汚れ仕事であると学ぶとき、そのシーンはサスペンスに傾く」と評した。

### 受賞とノミネート
第1シーズンは様々な受賞とノミネートを獲得し、プライムタイム・エミー賞では4部門でノミネートされ、2部門で受賞を果たした。ブライアン・クランストンはドラマシリーズ主演男優賞、リン・ウィリングハムはドラマシリーズシングルカメラ作品編集賞を獲得した。ヴィンス・ギリガンは第1話によりドラマシリーズ監督賞、ジョン・トールも同じく第1話により1時間シリーズ撮影賞にノミネートされた。クランストンは他にサテライト賞ドラマシリーズ主演男優賞も獲得した。シリーズは他にテレビ批評家協会賞新番組賞にノミネートされた。またさらに全米脚本家組合賞では3部門でノミネートされ、第1話によりギリガンがエピソディックドラマ賞を獲得した。